# Monte Kempe
Monte Kempe (in inglese Mount Kempe) è una montagna della catena Royal Society nella terra della regina Victoria in Antartide. Localizzata ad una latitudine di 78° 19' S e ad una longitudine di 162° 43' E nei pressi di monte Huggins, raggiunge i 2 987 metri.
È stata scoperta durante la spedizione Discovery (1901-04) sotto il comando di Robert Falcon Scott ed intitolata ad Alfred Bray Kempe, tesoriere della Royal Society.